# Apocephalus wirthi
Apocephalus wirthi är en tvåvingeart som beskrevs av Borgmeier 1963. Apocephalus wirthi ingår i släktet Apocephalus och familjen puckelflugor.
Artens utbredningsområde är Virginia. Inga underarter finns listade i Catalogue of Life.